# Gurgulyat Peak
Der Gurgulyat Peak (bulgarisch връх Гургулят wrach Gurguljat) ist ein 1050 m hoher Berg auf der Trinity-Halbinsel des Grahamlands im Norden der Antarktischen Halbinsel. Er ragt 2,08 km südwestlich des Skakavitsa Peak, 4 km westlich bis nördlich des Mount Reece und 10 km südlich des Mount Schuyler in den Kondofrey Heights auf. Der Victory-Gletscher liegt nördlich von ihm.
Deutsche und britische Wissenschaftler nahmen 1996 seine Kartierung vor. Die bulgarische Kommission für Antarktische Geographische Namen benannte ihn 2010 nach der Ortschaft Gurguljat im Westen Bulgariens.